# Parafia św. Mikołaja w Zielińcu
Parafia św. Mikołaja w Zielińcu jest jedną z 8 parafii leżących w granicach dekanatu wrzesińskiego II. Erygowana na przełomie XIII i XIV wieku. Mieści się we wsi Bieganowo (jest połączona unią personalną z parafią w tej wsi).

## Dokumenty
Księgi metrykalne: 
- ochrzczonych od 1795 roku
- małżeństw od 1795 roku
- zmarłych od 1795 roku